# Turraeanthus mannii
Turraeanthus mannii är en tvåhjärtbladig växtart som beskrevs av Henri Ernest Baillon. Turraeanthus mannii ingår i släktet Turraeanthus och familjen Meliaceae. Inga underarter finns listade i Catalogue of Life.